# Dubai (emiraat)

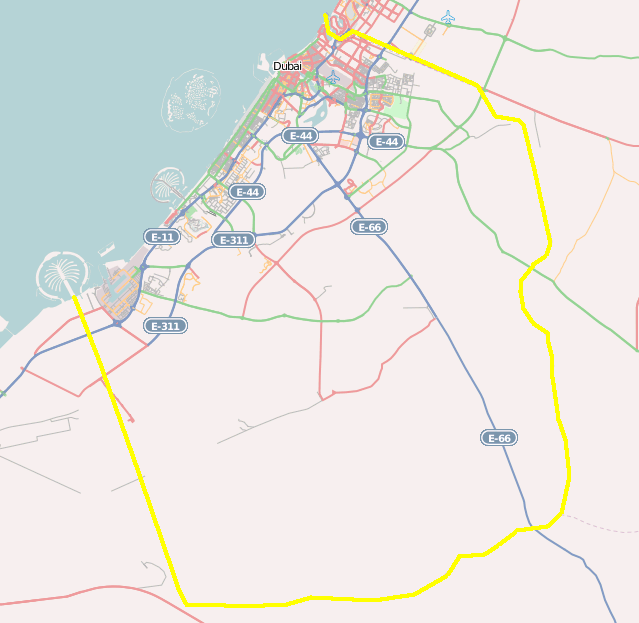
Grens grondgebied Emiraat Dubai in het geel

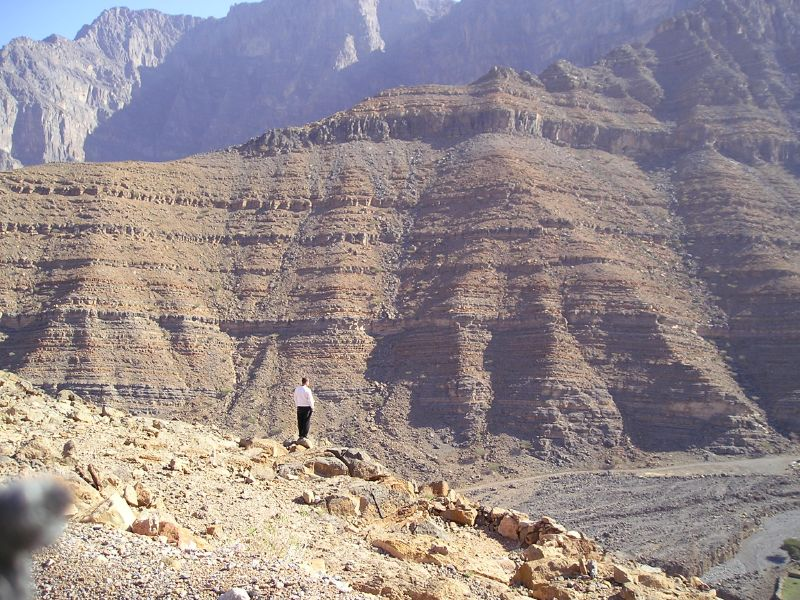
Zandsteenopeenvolging in Dubai

Dubai, uitgesproken en ook wel geschreven als Doebai, (Arabisch:دبي uitgesproken als Doe-bei-i) is een van de Verenigde Arabische Emiraten (VAE). De hoofdstad is het gelijknamige Dubai.

## Geografie
Dubai ligt aan de Perzische Golf. Aan de landzijde grenst het emiraat aan Abu Dhabi in het zuiden en Sharjah in het noorden en oosten. Dubai heeft een oppervlakte van 4.114 km², gelijk aan 4,9% van het totale oppervlak van de Verenigde Arabische Emiraten en is iets kleiner dan de provincie Noord-Brabant. Vanwege de aanleg van eilanden in de Perzische Golf neemt het oppervlak van het emiraat nog jaarlijks toe. Het grootste deel van het land is zandwoestijn en in het westen, nabij Oman, ligt het Hadjargebergte. Dubai kent geen meren of rivieren. Bij de hoofdstad Dubai ligt een smalle baai van de Perzische Golf, Dubai Creek. Deze baai is uitgediept en geschikt voor scheepvaartverkeer.

## Bevolking
Al vele eeuwen geleden woonden in dit gebied mensen. Opgravingen toonden aan dat dat al in de Bronstijd het geval was. Ook zijn de funderingen van oude forten uit de periode rond 600 gevonden. Begin 1800 trok een tak van een stam met circa 600 personen uit het zuiden dit gebied binnen en vestigde zich rond de kreek. Een andere tak van deze stam vestigde zich in Abu Dhabi en de leiders van deze stam zijn de voorouders van de huidige sjeiks. De bevolking was veelal in de handel, veeteelt, visserij en het parelduiken actief. De huizen waren primitief en gemaakt van hout en modder. Rond 1850 woonden er in het emiraat 8.000 mensen.

In 2010 is het inwoneraantal gegroeid naar 1,905 miljoen. De verdeling over man en vrouw is bijzonder scheef; in 2010 waren er 420.000 vrouwen en 1,5 miljoen mannen. In deze grote groep mannen zitten veel buitenlanders die permanent in het land mogen verblijven. Verder waren er nog ruim 1 miljoen tijdelijke werknemers in het emiraat aanwezig. Grote groepen zijn afkomstig uit India voor de bouw van woningen, kantoren en infrastructuur en de Filipijnen voor met name de horeca. Dienstmeisjes komen vaak uit Indonesië. Worden deze meegerekend dan komt de bevolking van het emiraat uit op 2,996 miljoen.
In 2005 is de laatste volkstelling in het land gehouden. De cijfers uit 2010 zijn op basis van schattingen waarbij rekening is gehouden met de gemiddelde bevolkingsgroei van 7,32% die tussen 2000 en 2005 was gemeten.
| Jaar | Vrouwen | Mannen    | Totaal    |
| ---- | ------- | --------- | --------- |
| 2010 | 420.430 | 1.485.046 | 1.905.476 |
| 2005 | 332.148 | 989.305   | 1.321.453 |
| 2000 | 250.588 | 611.799   | 862.387   |
| 1995 | 211.211 | 478.209   | 689.420   |
| 1985 | 123.609 | 247.179   | 370.788   |
| 1980 | 88.587  | 187.714   | 276.301   |
| 1975 | 54.366  | 128.821   | 183.187   |

Bijna de gehele bevolking van het emiraat woont in de hoofdstad Dubai.

## Economie
Dubai heeft een hoge economische groei laten zien, in de periode 1995 tot 2009 was deze gemiddeld 16% op jaarbasis. In tegenstelling tot omringende landen speelt de olie-industrie een bescheiden economische rol. De oliereserves en olie-gerelateerde inkomsten van Dubai zijn minder dan een-twintigste van die van het emiraat van Abu Dhabi. Belangrijke groeisectoren zijn de bouw, handel, toerisme en transport.
Dubai en Deira zijn belangrijke thuishavens voor westerse fabrikanten. Het grootste deel van het bankwezen van de nieuwe stad en de financiële centra zijn gevestigd in het havengebied.
Internettoegang is beperkt door middel van internetfilters, naar eigen zeggen om de culturele en godsdienstige waarden van de VAE te beschermen. Op het gebruik van het omzeilen van deze blokkades door middel van VPN-services staan hoge geldboetes. De belfuncties van veel communicatieprogramma's zoals Wechat, Skype en WhatsApp zijn geblokkeerd. De belfunctie van IMO is echter wel te gebruiken.
Veel van de grootschalige projecten komen tot stand door het werk van duizenden arbeiders uit vooral India, de Filipijnen en Pakistan, die vaak onder erbarmelijke omstandigheden hun werk moeten doen. De lonen liggen er laag; gemiddeld 160-300 dollar per maand.
Er zijn al verschillende stakingen geweest voor betere werk- en loonvoorwaarden en vanuit het buitenland is druk uitgeoefend op de regering om de werkomstandigheden te verbeteren. De regering van Dubai is hier gevoelig voor, omdat ze haar imago hoog wil houden, en heeft maatregelen aangekondigd.

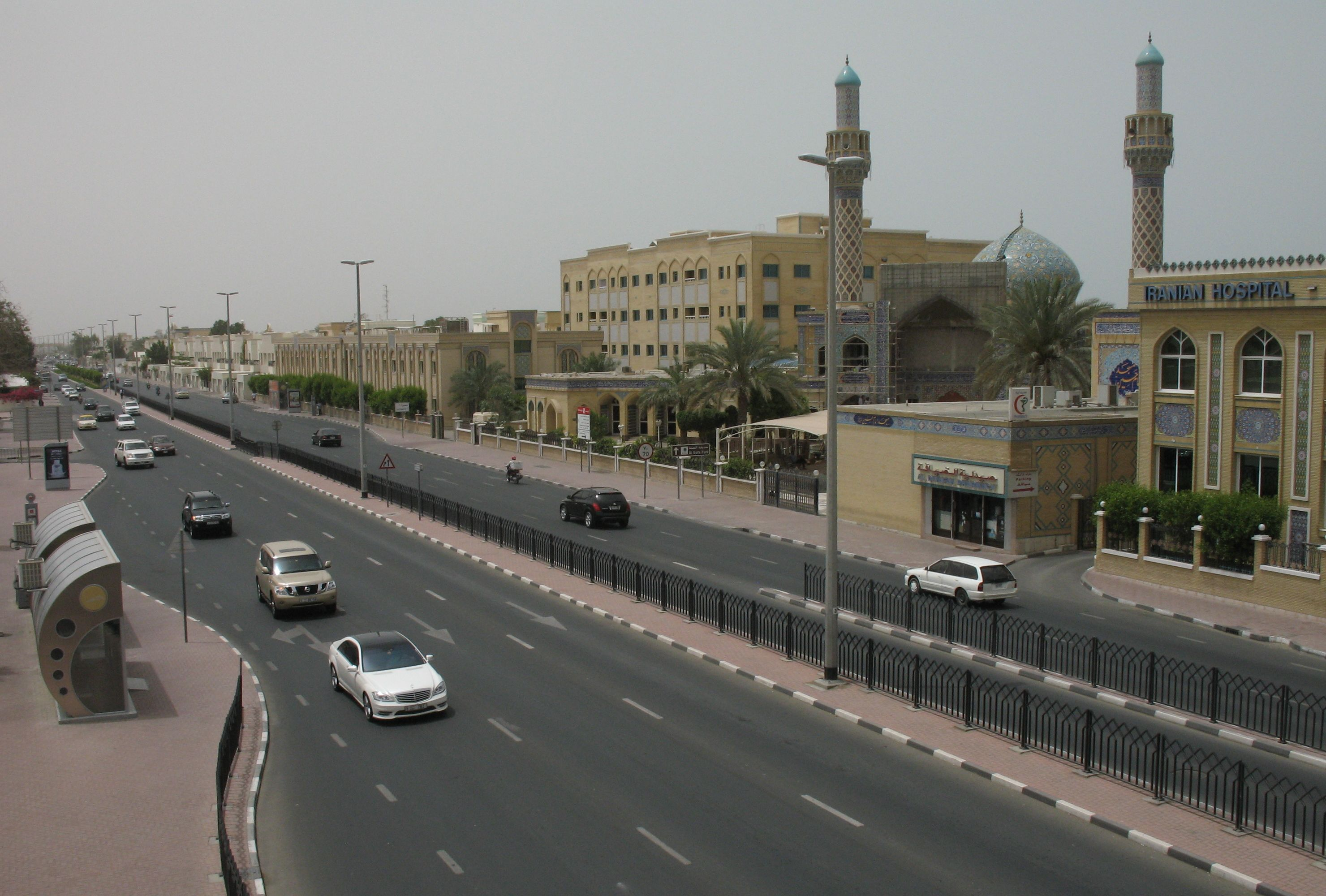
Latifa ziekenhuis

### Energie
Dubai beschikt over bescheiden aardoliereserves. De productie bedraagt ongeveer 100.000 vaten olie per dag afkomstig uit vier olievelden: Fateh, zuidwest Fateh, Falah en Rashid. Er staat een olieraffinaderij met een capaciteit van 120.000 vaten olie per dag bij de haven van Jebel Ali. Ongeveer de helft van de productie bestaat uit nafta dat wordt geëxporteerd; de rest wordt lokaal verbruikt. Aardgas wordt via pijpleidingen aangevoerd vanuit Abu Dhabi en wordt vooral gebruikt voor de opwekking van elektriciteit. Via een pijplijn wordt ook gas geïmporteerd uit Qatar. Dit gas gaat via Abu Dhabi, Dubai en Fujairah met als eindbestemming Oman.

### Transport
Vanwege het gebrek aan aardolie en aardgas⁣, maar dankzij de strategische ligging, heeft het emiraat belangrijke investeringen gedaan in de transportsector. Emirates is de nationale luchtvaartmaatschappij en Dubai kent twee belangrijke internationale luchthavens. De oudste, Dubai International Airport werd geopend in 1960, en was in 2009 opgeklommen tot de vijfde luchthaven ter wereld gemeten naar internationale passagiers. In 2011 maakten bijna 51 miljoen passagiers gebruik van deze luchthaven. Al Maktoum International Airport is medio 2010 voor vliegverkeer geopend. Deze luchthaven zal uiteindelijk vijf parallelle start- en landingsbanen tellen en 160 miljoen passagiers per jaar kunnen verwerken. Voor de scheepvaart is de haven van Jebel Ali van groot belang. De haven ligt op 35 kilometer ten zuidoosten van de hoofdstad Dubai en is vooral een belangrijke containerhaven. Er zijn 22 ligplaatsen en de grootste containerschepen kunnen de haven in- en uitvaren.

## Klimaat
| Maand                         | jan | feb | mrt | apr | mei | jun | jul | aug | sep | okt | nov | dec | Jaar  |
| ----------------------------- | --- | --- | --- | --- | --- | --- | --- | --- | --- | --- | --- | --- | ----- |
| Gemiddeld maximum (°C)        | 23  | 25  | 27  | 31  | 36  | 38  | 40  | 39  | 38  | 34  | 30  | 25  | 32,16 |
| Gemiddeld minimum (°C)        | 19  | 20  | 22  | 25  | 29  | 31  | 32  | 32  | 30  | 28  | 24  | 21  | 26,08 |
|                               |     |     |     |     |     |     |     |     |     |     |     |     |       |
| Neerslag (mm)                 | 4   | 4   | 9   | 2   | 0   | 0   | 0   | 1   | 0   | 1   | 6   | 3   | 30    |
| Bron: Weer in Dubai (maanden) |     |     |     |     |     |     |     |     |     |     |     |     |       |

## Lijst van emirs van Dubai
- 1833-1833: Oebayd
- 1833-1852: Maktoem I
- 1852-1859: Said I
- 1859-1886: Hoesjoer
- 1886-1894: Rasjid I
- 1894-1906: Maktoem II
- 1906-1912: Bati
- 1912-1929: Said I
- 1929-1929: Mani
- 1929-1958: Said II
- 1958-1990: Rasjid II
- 1990-2006: Maktoem III
- 2006-heden: Mohammed